# Prohibiția în Statele Unite ale Americii

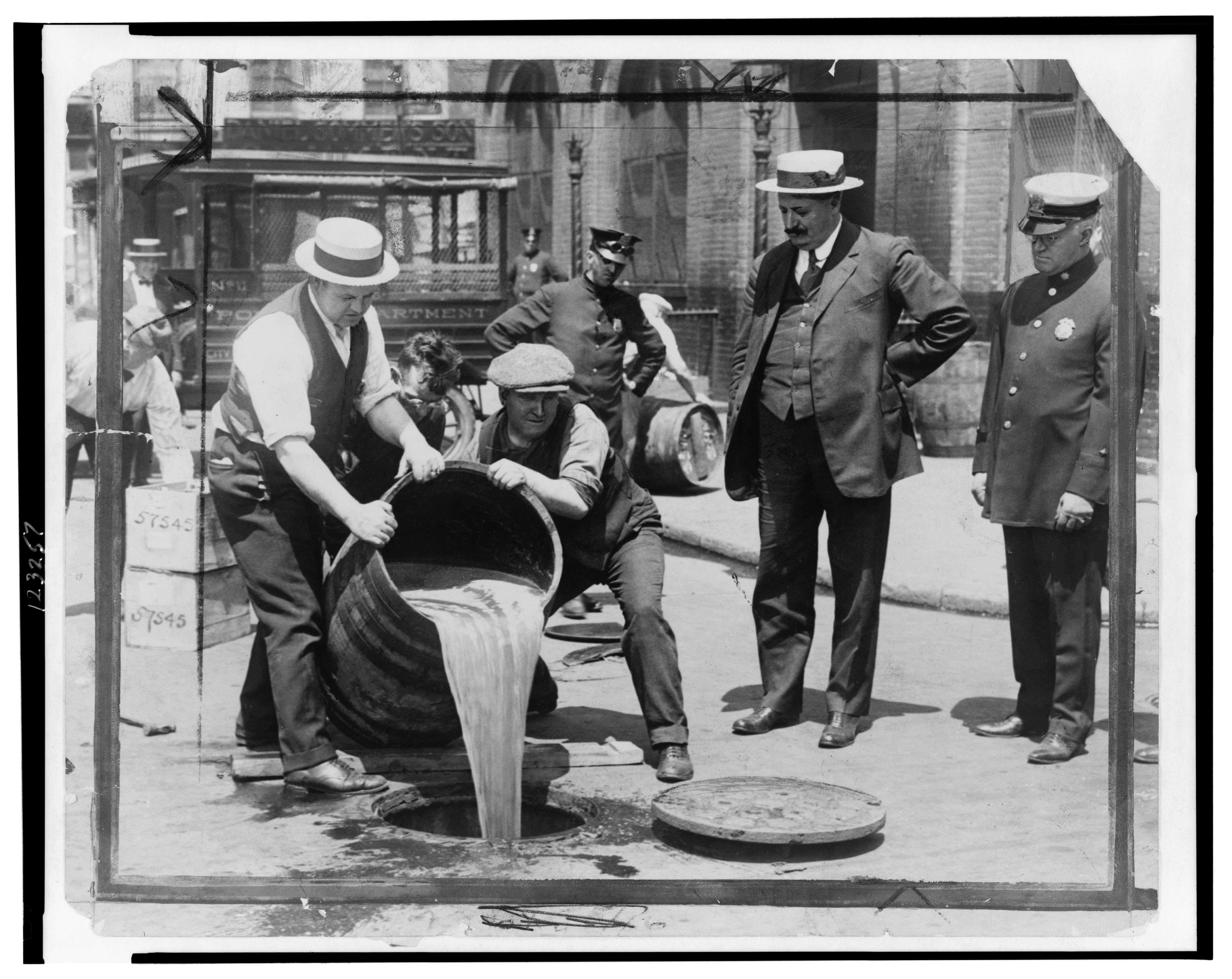
John A. Leach, vicecomisarul poliției orașului New York (la dreapta) privește pe agenți care varsă băutura alcoolică în canalizare, după o descidere, la apogeul prohibiției

Prohibiția este o măsură legislativă sau administrativă, prin care se interzice producerea, vânzarea, exportul sau importul unor mărfuri.
În istoria Statelor Unite prohibiția, cunoscută și sub numele de Experimentul Nobil, a fost o perioadă începând cu 1920 până în 1933, în timpul căreia vânzarea, producerea, consumarea și transportarea de alcool și de băuturi alcoolice erau interzise la nivel național.
Sub o presiune enormă din partea unor mișcări religioase, Senatul Statelor Unite a propus al XVIII-lea amendament la 18 decembrie 1917. După ce a fost aprobat de cele 36 de state, al XVIII-lea amendament a fost ratificat la 16 ianuarie 1919 și pus în aplicare la 16 ianuarie 1920. Unele state federale au interzis alcoolul încă înainte de ratificarea legii.

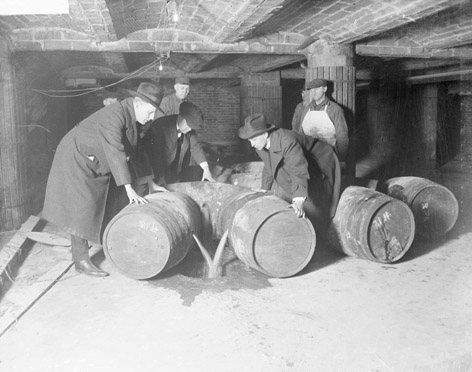
Agenți ai Prohibiției nimicesc poloboace cu alcool (Statele Unite, era prohibiției)